# Oliver H. Prince
Oliver Hillhouse Prince, född 1787 i Montville, Connecticut, död 9 oktober 1837 vid förlisningen av Home utanför North Carolinas kust, var en amerikansk politiker, advokat och publicist. Han representerade delstaten Georgia i USA:s senat 1828-1829.
Prince flyttade 1796 till Georgia med sina föräldrar. Han studerade juridik och inledde 1806 sin karriär som advokat i Georgia. Han var 1824 ledamot av delstatens senat.
Senator Thomas W. Cobb avgick 1828 och efterträddes av Prince som var anhängare av Andrew Jackson. Prince efterträddes i mars 1829 av George Troup. Efter tiden i senaten var Prince verksam som ansvarig utgivare för Georgia Journal 1830–1835. Han omkom 1837 i en sjöolycka.